# 제이슨 마누엘 올라자발
제이슨 매뉴얼 얼라저블(Jason Manuel Olazabal, 1973년 10월 14일 ~ )은 미국의 배우이다.
샌타마리아에서 태어났다.

## 출연 작품

### 영화
- 나쁜 녀석들 2 (2003)
- 인사이드 맨 (2006)
- 루스에게 생긴 일 (2017)

### 텔레비전
- 로앤오더: 범죄 전담반 (2001, 2003)
- 덱스터 (2008) - 라몬 역
- 메이크 잇 오어 브레이크 잇 (2009) - 앨릭스 크루즈 역